# Dicranomyia punctulatina
Dicranomyia punctulatina är en tvåvingeart som först beskrevs av Alexander 1960.  Dicranomyia punctulatina ingår i släktet Dicranomyia och familjen småharkrankar. Inga underarter finns listade i Catalogue of Life.